# Saghar (huyện)
Saghar là một huyện thuộc tỉnh Ghowr, Afghanistan. Dân số thời điểm năm 1999 là 27,084 người.